# Skrasslen
Skrasslen är en sjö i Hudiksvalls kommun i Hälsingland och ingår i Harmångersån-Delångersåns kustområde. Skrasslen ligger i Lövsalen Natura 2000-område. Sjöns area är 0,03 kvadratkilometer och den befinner sig 83 meter över havet.